# Liste der Denkmäler in Mosambik
Die Liste der Denkmäler Mosambiks umfasst die Monumente des südafrikanischen Landes Mosambik, die auf Grundlage des Gesetzes 10/88 von 1988 benannt werden. Artikel 3 des Gesetzes definiert acht Typen beweglicher Kulturdenkmäler sowie vier Typen nicht-beweglicher Denkmäler: Denkmäler (monumentos), Gebäudeensemble (conjuntos os grupos de edifícios), Orte (locais ou sitios) und Naturelemente (elementos naturais).
Nach Aussage des Leiters der Denkmalverwaltung, Marcos Laíce, ist es der Verwaltung nicht bekannt, wie viele Denkmäler es in Mosambik gibt. Aus diesem Grunde ist nicht die folgende Liste als nicht vollständig zu erachten, sie stützt sich auf zwei Dokumente des mosambikanischen Kulturministeriums.
| Offizieller Name des Bauwerks                    | Ort    | Datum      | Beschreibung | Koordinaten | Typ       | Bild |
| ------------------------------------------------ | ------ | ---------- | --- | ----------- | --------- | ---- |
| Biblioteca Nacional                              | Maputo | 1903–1904  | Sitz der Nationalbibliothek, bis 1965 Sitz der Verwaltung für öffentliche Bauten, später Finanzen                         |             | Monumento |      |
| Casa de Ferro                                    | Maputo | 1892       | Als Residenz des Gouverneurs errichtet, jedoch nie für diesen Zweck genutzt. Heute Sitz der nationalen Denkmalverwaltung. |             | Monumento |      |
| Casa dos Azulejos                                | Maputo | 1879/1888  | Erstes Rathaus der Stadt                                                                                                  |             | Monumento |      |
| Casa Velha                                       | Maputo | 1908–1910  | |             | Monumento |      |
| Centro Cultural do Conselho Municipal            | Maputo | 1939       | heute Sitz des Instituto Negrófilo                                                                                        |             | Monumento |      |
| Centro Cultural Franco-Moçambicano               | Maputo | 1898, 1917 | Ursprünglich Hotel Club, heute Sitz des französisch-mosambikanischen Kulturzentrums                                       |             | Monumento |      |
| Estação Central dos Correios de Moçambique       | Maputo | 1904–1905  | Sitz der Mosambikanischen Post                                                                                            |             | Monumento |      |
| Estação dos Caminhos de Ferro de Moçambique      | Maputo | 1908–1910  | Hauptbahnhof Maputos |             | Monumento |      |
| Fortaleza Nossa Senhora da Conceição             | Maputo | 1955       | Wiedererrichtet auf dem Gelände der ursprünglichen Festung                                                                |             | Monumento |      |
| Igreja de Santo António da Polana                | Maputo | 1962       | |             | Monumento |      |
| Imprensa Nacional                                | Maputo | 1904       | bis 1932 auch Sitz des Gefängnisses                                                                                       |             | Monumento |      |
| Mercado Central                                  | Maputo | 1901–1903  | Hauptmarkt |             | Monumento |      |
| Monumento à 1ª Guerra Mundial                    | Maputo | 1935       | Denkmal für die Gefallenen des Ersten Weltkrieges                                                                         |             | Monumento |      |
| Monumento aos Heróis Moçambicanos                | Maputo | 1979       | Denkmal für die Gefallenen des mosambikanischen Unabhängigkeitskrieges                                                    |             | Monumento |      |
| Monumento e Estátua de Eduardo Chivambo Mondlane | Maputo | 1989       | Statue des ersten Vorsitzenden der Frelimo                                                                                |             | Monumento |      |
| Monumento e estátua de Samora Moisés Machel      | Maputo | 1989       | Statue des ersten Präsident der Volksrepublik Mosambik                                                                    |             | Monumento |      |
| Museu de Geologia                                | Maputo | um 1900    | bis 1943 Mineralogie-Museum „Freira de Andrade“, heute Geologie-Museum                                                    |             | Monumento |      |
| Museu de História Natural                        | Maputo | 1933       | Naturkundemuseum, Erweiterung 1965                                                                                        |             | Monumento |      |
| Casa Amarela                                     | Maputo | um 1770    | gilt als ältestes Gebäude Maputos, heute Münzmuseum                                                                       |             | Monumento |      |
| Palácio da Ponta Vermelha                        | Maputo | 1895       | ursprüngliche Residenz des Gouverneurs, heute Residenz des Präsidenten                                                    |             | Monumento |      |
| Palácio dos Casamentos                           | Maputo | 1950er     | ursprünglich Kulturzentrum der griechischen Gemeinde, heute Hochzeitspalast                                               |             | Monumento |      |
| Prédio Pott                                      | Maputo | 1903–1905  | Handelshaus, 2012 durch Brand zerstört                                                                                    |             | Monumento |      |
| Bloco Habitacional O Leão Que Ri                 | Maputo | 1956/58    | |             | Monumento |      |
| Rádio Moçambique                                 | Maputo | 1948–51    | Sitz des staatlichen Radiosenders Rádio Moçambique                                                                        |             | Monumento |      |
| Residência do Governo                            | Maputo | 1873       | Sitz der Regierung |             | Monumento |      |
| Restaurante 1908                                 | Maputo | 1908       | ursprünglich Sitz des Leiters des Zentralkrankenhauses, heute Restaurant und Club                                         |             | Monumento |      |
| Igreja de Nossa Senhora da Conceição             | Maputo | 1936–1944  | Kathedrale |             | Monumento |      |
| Telecomunicações de Moçambique                   | Maputo | 1940er     | |             | Monumento |      |
| Tribunal Supremo                                 | Maputo | 1890       | ursprünglich „Vila Jóia“, Residenz von Gerard Pott; heute Sitz des Obersten Gerichtshofes                                 |             | Monumento |      |
| Vila Algarve                                     | Maputo | 1934       | ursprünglich Sitz der portugiesischen Geheimpolizei PIDE                                                                  |             | Monumento |      |